# Arbatan (Salyan)
Arbatan è un comune dell'Azerbaigian situato nel distretto di Salyan. Conta una popolazione di 5 463 abitanti.